# 大池 (沖縄県)

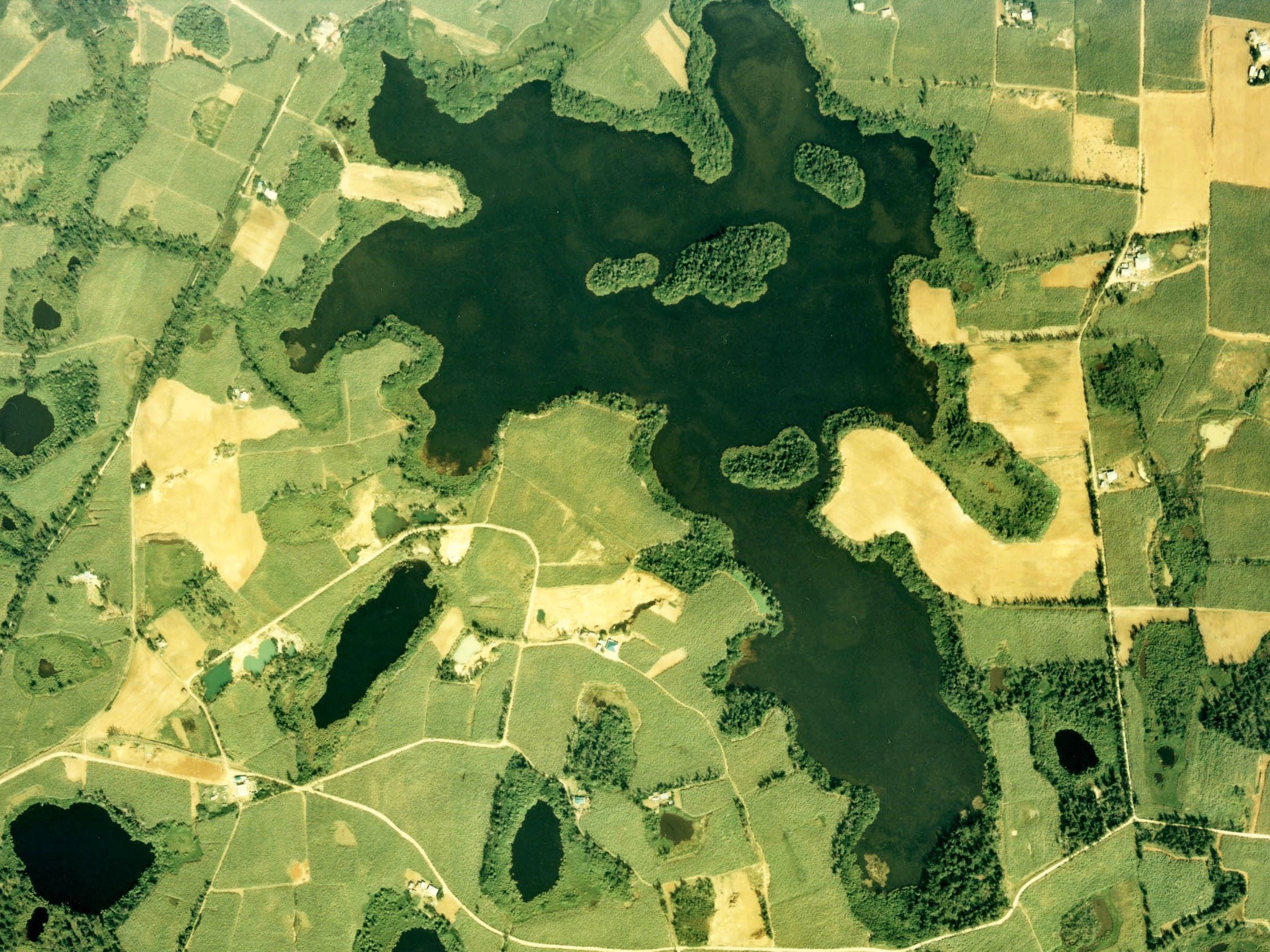
大池の空中写真。（1978年撮影）
大池の周囲にも、カルスト由来の窪地（ドリーネ）に水が溜まった、小規模なカルスト湖が複数あるのが分かる。

大池（おおいけ）は、沖縄県島尻郡南大東村南大東島の中央部にあるカルスト湖。面積0.47平方キロメートル。自然湖としては南西諸島で最大の面積を持つ。隆起した環礁の石灰岩が雨水に溶解したカルスト地形の窪地に水が溜まって成立した。

## 自然環境
南大東島には大小110ほどの湖沼があり、大池は島内最大の天然湖である。沖縄県にある面積0.01平方キロメートル以上の湖（大池を含めた14の湖）はすべて南大東島に存在している。面積0.47平方キロメートルで島の面積の約1.54パーセントにあたる。
池の北側に湿地帯があり、オヒルギ（マングローブ植物）の群落がある。オヒルギは一般に淡水と海水の混合する汽水域に生育し、大池のような閉鎖系の淡水域で生育する例は珍しいことから、「大池のオヒルギ群落」として1975年（昭和50年）3月18日に日本の天然記念物に指定されている。その他の植物としてフトイ、ハイキビ、イバラモ、イトモなども見られる。魚類としては1910年（明治43年）に移入されたコイやギンブナ、1955年（昭和30年）に移入されたティラピアが生息する。また、鳥類としてマガモ、クロサギ、バン、アマサギなどが見られる。
池の色はフォーレル水色標準6番を呈し、pHは7.7である。地下で海水と接続されていると考えられており、潮の満ち干に合わせて6時間の周期で水面の上下がある。塩分濃度も高く、農業用水として利用するために水門が設けられている。